# Острополе
Острополе (пол. Ostropole, нім. Osterfelde) — село в Польщі, у гміні Барвиці Щецинецького повіту Західнопоморського воєводства.
Населення — 229 осіб (2011).

## Демографія
Демографічна структура станом на 31 березня 2011 року:
|          | Загалом | Допрацездатний вік | Працездатний вік | Постпрацездатний вік |
| -------- | ------- | ------------------ | ---------------- | -------------------- |
| Чоловіки | 122     | 24                 | 89               | 9                    |
| Жінки    | 107     | 25                 | 61               | 21                   |
| Разом    | 229     | 49                 | 150              | 30                   |